# Carrozzeria Coriasco
La Carrozzeria Coriasco S.p.A. est une ancienne entreprise italienne de conception et de fabrication de carrosseries automobiles.

## Histoire
L'entreprise a été créée au lendemain de la Seconde Guerre mondiale, en 1938, par Giuseppe Coriasco pour réaliser, comme c'était la grande mode à l'époque, des transformations de véhicules de série, pour obtenir les fameuses carrosseries "fuori serie" italiennes, mais pas uniquement pour des voitures de tourisme, plutôt pour des véhicules commerciaux.
À l'origine, l'activité est essentiellement orientée vers la transformation de véhicules utilitaires pour une utilisation par des commerçants ambulants. Le premier modèle traité par Coriasco fut la Fiat 508 Balilla. À partir de 1940, le carrossier réalise plusieurs modèles spécifiques pour des véhicules publicitaires. Ce fut la Fiat 600 Multipla qui fit la réputation de la marque avec sa version fourgonnette dérivée, la Fiat 600 M Coriasco dont plus de 18.000 exemplaire furent fabriqués entre 1956 et 1962.
La modèles qui suivirent furent essentiellement des adaptations de modèles Fiat, automobiles et véhicules utilitaires.

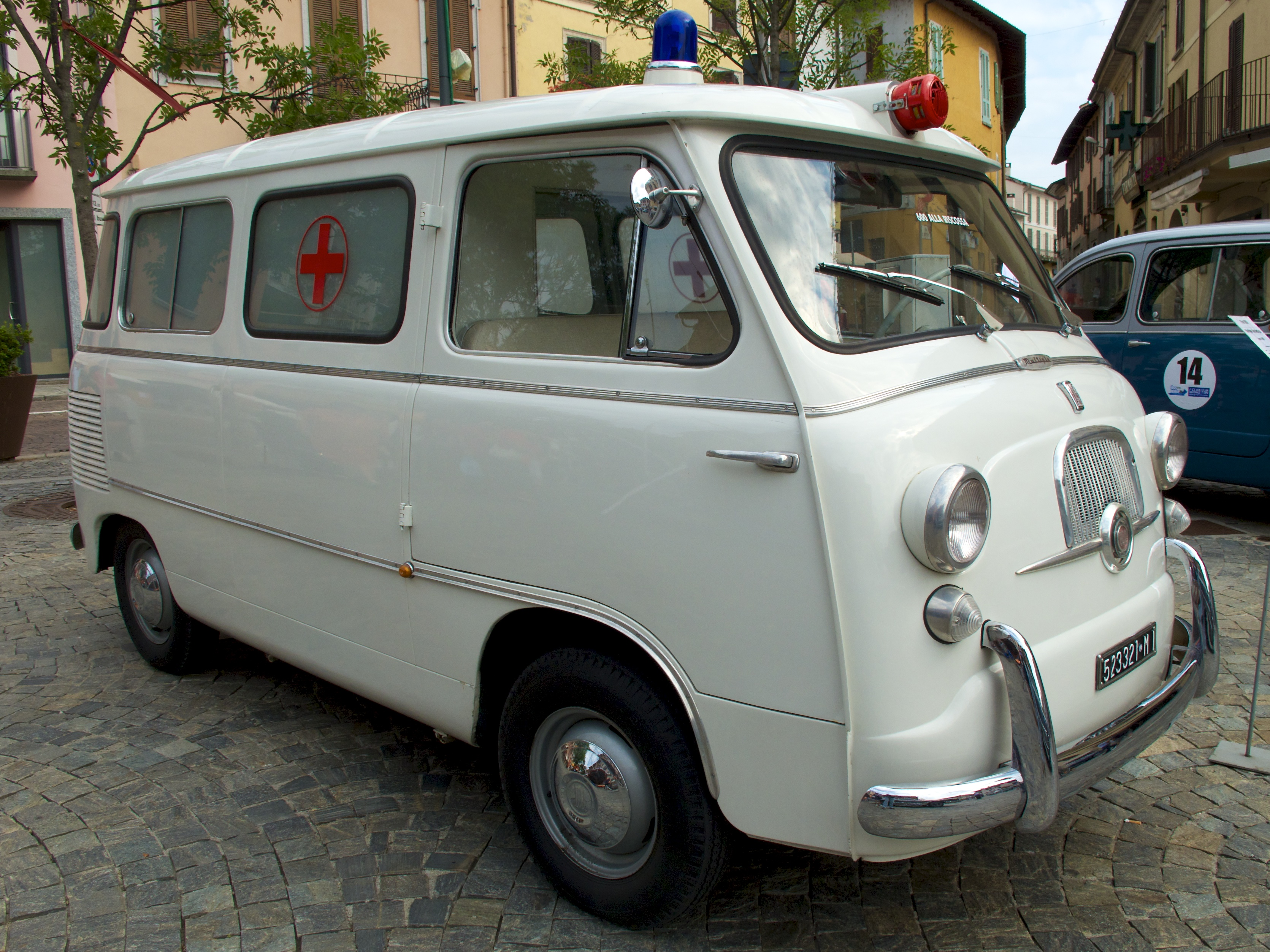
Fiat 600 M Coriasco Ambulance

## Les principales interventions
De 1948 à la fin des années 1980, la Carrozzeria Coriasco a réalisé bon nombre de transformations plus ou moins importantes sur de nombreux modèles. Parfois ce sont des exemplaires uniques à la demande d'un particulier ou d'un commerçant, mais souvent ce sont des modèles spéciaux fabriqués en petite série et distribués par le réseau Fiat directement comme :
- Fiat 508 C Balilla (1938) - Véhicule utilitaire construit sur le châssis de la berline. Ce fut la première intervention de la Carrozzeria Coriasco,
- Fiat 1100 Boat-car (1953) - Véhicule expérimental construit sur la base de la fameuse Fiat 1100-103 avec une "carrosserie" de bateau ! Sans doute une étude de voiture amphibie.
- Fiat 600 M Coriasco (1956) - Versions fourgonnette, pick-up, ambulance et minibus construite à partir de la base de la Fiat 600 Multipla avec une carrosserie spécifique à l'exception de la face avant. C'est le modèle qui a recueilli le plus gros succès de la marque avec plus de 18.000 exemplaires fabriqués,
- Fiat 600T (1966) - Variantes dérivées de ce modèle de grande série fabriqué par Fiat V. Commerciaux,
- Fiat 127 Familiare (1972) - Variante jamais réalisée par Fiat sur le modèle 127. Cette variante a aussi été commercialisée en version tôlée "Furgoncino",
- Fiat 242 (1975) - Version minibus réalisée par Coriasco,
- Fiat 900T (1976) - Variantes dérivées de l'original Fiat, comme pour le 600 T, avec des aménagements spécifiques et notamment la version "camioncino",
- Fiat Coriasco 127 Farm (1978) - Voiture reprenant la base de la Fiat 127 2ème série de 1977 avec une partie arrière surélevée reprenant le concept de la Matra-Simca Rancho, une « voiture plaisir ».